# Scanilepis
Scanilepis è un genere di pesci ossei estinti, appartenente agli scanilepiformi. Visse tra il Triassico superiore e il Giurassico inferiore (Retico - Hettangiano, circa 203 - 199 milioni di anni fa) e i suoi resti fossili sono stati ritrovati in Europa.

## Descrizione
Questo pesce era di grosse dimensioni, e poteva raggiungere il metro di lunghezza. Il corpo era allungato e compresso lateralmente. Il cranio era profondo, dal muso smussato; gli occhi erano molto piccoli e posti anteriormente. La pinna dorsale era bassa e nastriforme, e correva lungo tutta la linea mediana del dorso. La pinna anale aveva una base larga ma non era allungata come quella dorsale. La pinna caudale era eterocerca, con un lobo superiore allungato e stretto e un lobo inferiore largo. Le pinne pettorali e le pinne pelviche erano di piccole dimensioni. Le scaglie erano di forma quadrata o rettangolare, disposte in file diagonali. Per quanto riguarda la microstruttura delle scaglie, sembra che in Scanilepis le scaglie contenessero numerosi odontodi di generazioni consecutive, ciascuno costituito da dentina e da un singolo strato di ganoina; la sovrapposizione di strati di ganoina, generalmente riscontrabili nelle scaglie dei paleonisciformi, non è presente in nessuna di queste scaglie (Ørvig, 1978).

## Classificazione
Il genere Scanilepis venne istituito da Aldinger nel 1937; la specie tipo, Scanilepis dubia, è nota dai depositi di acqua dolce risalenti al Retico del membro Bjuv della formazione Höganäs, nella Svezia sudoccidentale. Una seconda specie, S. spitzbergensis, è stata descritta della sezione Festning dell'area di Grøfjorden a Spitsbergen, in Norvegia, e risale al Giurassico inferiore (Hettangiano). La specie tipo era stata originariamente identificata da Arthur Smith Woodward nel 1893 come una specie del genere di pesci paleonisciformi Gyrolepis (G. dubius), e fu Aldinger a comprendere l'effettiva differenza tra le due forme. Lavori successivi collocarono Scanilepis come un taxon vicino all'origine della famiglia Amiidae, ma studi ulteriori determinarono che le somiglianze con l'attuale Amia calva erano solo superficiali, e Scanilapis venne quindi ascritto a una famiglia (Scanilepididae) e a un ordine (Scanilepiformes) separati.

## Paleoecologia
Considerando la morfologia funzionale delle pinne mediane, Scanilepis e le forme affini non dovevano essere veloci nuotatori; forse, come l'odierna amia (Amia calva) a cui rassomigliavano superficialmente, erano lenti nuotatori in acque calme, e i loro denti aguzzi indicano che dovevano essere voraci predatori opportunisti (Xu e Gao, 2011).